# NGC 3260
NGC 3260是一个位于唧筒座的椭圆星系，属于唧筒座星系团，距离地球40.7百萬秒差距（132.7 × 106光年），1834年5月2日由約翰·赫歇爾发现。